# Nicktoons Racing
Nicktoons Racing es un videojuego de carreras de Nickelodeon para las consolas PlayStation, Game Boy Advance, Game Boy Color, Windows y arcade. Fue uno de los juegos de carreras de mayor competencia en su tiempo animadas (inclusive en el PlayStation) a lado de competencias y juegos similares como: Crash Team Racing, Looney Tunes Racing, Twisted Metal, Vigilante 8, Smurf Racer!, Mario Kart 64, Diddy Kong Racing entre otros. 
Fue elegido por el sitio mundo-play.jimdo.com en el lugar 71 de los 100 Mejores juegos de la PlayStation 1 de todos los Tiempos diciendo una frase célebre del juego: Juego de aventuras protagonizado por todos los personajes del famosísimo canal Nickelodeon. Muy buen juego. 9/10.

## Lugares y Pistas del Juego
- Reptar Raceway (Rugrats): Desde el Robot Gigante Reptar a la Merry-Go-Round, encontrará todas estas características de la diversión de los Rugrats aquí.

- Presa Prix (The Angry Beavers): Desde el forset a la presa del castor, todo está aquí. Además, se encuentran carteles de gente Norb y Dag se han reunido, además de un uso sombrero vaca. Hay un problema técnico en este nivel cuando se está jugando en el modo de 2 jugadores del relé en la versión de PC. Si vencer a tu oponente en la primera vuelta, verá que su corredor de segundo se ha quedado atascado en el lado de la pista. Usted puede empujar él / ella en todo y sacarlos, pero es difícil sacarlos, por no hablar de que obtener una ventaja inicial.

- Rancid Raceway (CatDog): Conejo Rancid siempre está tratando de colarse a su manera en el negocio de CatDog, y ahora está a escondidas en su propia pista de carreras. Su Toy Store, El Cha Cha Cha Club, Taco Depot. Todo lo que el conejo posee está aquí.

- Fondo de Bikini Blowout (SpongeBob SquarePants): Entramos a la casa de Calamardo y a la Laguna Pegajosa (Goo Lagoon), todo ello basado en la serie de televisión.

- Locura de carrera (The Ren & Stimpy Show): Lleva el nombre del episodio de Ren y Stimpy Locura Espacial . El barrio, Las Islas Galopogos, el misterioso planeta, la zona de guerra, todo lo que usted esperaba ver en Ren y Stimpy ... Excepto enanos del circo.

- La fiebre del castor (The Angry Beavers): ¿Qué Grutas de Cristal, una Collouseum romana, y un pasillo de 70 Plad tienen que ver con los castores? Nada, a menos que los castores son Norbert y Dagget.

- Nearburg Rally (CatDog): En este pueblo justo, se encuentra el Hogar de Perros Greaser ', una obra en construcción, un campo de béisbol y de la Cámara de CatDog.

- Safari Speedway (The Wild Thornberrys): Los elementos del mundo se verá aquí, de una selva tropical a una playa soleada. Usted verá en el primer momento en el campamento de los Thornberrys "terreno de juego.

- Monster Mania (Aaahh! Real Monsters!): También conocido como Aaahh ... Real Racing en la versión de GBA, esta etapa es muy sucio y huele mal, pero así es como monstruos les gusta.

- Parkway Pickles '(Rugrats): Casa de Tommy es donde usted comienza, después de ir a la selva, Laboratorio de Stu, y si ve el acceso directo: Templo de Angélica de las Tinieblas.

- Sandy Circuit City  (Hey Arnold!): Conduzca por la ciudad (en el día y la noche) y evitar los coches aparcados, farolas y barandillas.

- Bongo Bangup (The Wild Thornberrys): Los templos aztecas, volcanes, cerros, y se vuelve tan fuerte esperan en esta pista adicional Thornberry. También conocida como Congo Bongo Bangup en la versión de GBA DS PSP.

- The Fairly World (The Fairly OddParents): es el hogar de las Hadas. Es un reino mágico que existe en las nubes, conectado a la Tierra por un Puente Arcoíris.

- Amity Park (Danny Phantom): Se describe como una ciudad medianamente grande, similar a Chicago, San Francisco o Filadelfia. La ciudad cuenta con varios centros con modernos rascacielos.

- Retroland (The Adventures of Jimmy Neutron, Boy Genius): Es el parque de atracciones de Retroville. Su inauguración tuvo lugar durante la serie y ha permanecido abierto durante el resto de la misma.

- Fire Nation (Avatar: The Last Airbender): Es una de las cuatro naciones y cinco estados soberanos del mundo. Es una monarquía absoluta liderada por el Señor del Fuego y hogar de la mayoría de los maestros fuego. Geográficamente, la nación se ubica a lo largo del ecuador del planeta, en el hemisferio occidental, y está compuesta por varias islas, llamadas las Islas del Fuego.

- Sewers of New York City (Tortugas Ninja): Son el lugar de Nueva York donde suele estar la guarida de las Tortugas Ninja. Viven allí gracias a su sensei, Splinter, quien vivió allí antes de su mutación o se retiró a las alcantarillas tras su transformación y la de las Tortugas Ninja. En las series de televisión de 2003 y 2012, el escondite de las Tortugas está cerca de una línea de metro.

- Royal Woods (The Loud House): una ciudad ficticia de The Loud House la cual se ubica en Michigan. Esta ciudad ubica muchos lugares: la casa loud la puerta como un Sala y Colmena de la abeja de enjambre de Patio.

- Barnyard (Back at the Barnyard): Esa noche, los animales celebran una gran fiesta en el granero.;

- Monster High (Monster High (2022 TV series)): Se encuentra en New Salem. En la mayoría de los medios, Monster High es una escuela secundaria única por ser la única abierta a todas las especies de monstruos.

### Bonificaciones
- Limpieza gran ciudad (Hey Arnold!): Un juego de bonificación en el modo 1P. Coge todos los regalos en la ciudad de batir su récord.

- Fútbol Playa (SpongeBob SquarePants): un juego de bonificación en el modo 2P. Por lo general, un simple juego de fútbol en Laguna Goo con los elementos disponibles!

## Personajes jugables
De Rugrats:
- Tommy Pickles
- Angelica Pickles

De Hey Arnold!:
- Arnold
- Helga Pataki

De The Wild Thornberrys:
- Eliza Thornberry
- Darwin

De CatDog:
- CatDog

De The Angry Beavers:
- Norbert y Daggett

De Aaahh!!! Real Monsters:
- Ickis

De The Ren and Stimpy Show:
- Stimpy

De Bob Esponja:
- Bob Esponja
- Patricio Estrella
- Piloto Misterioso: Un piloto donde, al final del juego, se revela que se trata de Sheldon J. Plancton, quién intentaba ganar la carrera para así obtener el primer premio (un remolque cargado de "Cangreburguers") y así finalmente obtener la fórmula secreta de las mismas.

De Los padrinos mágicos:
- Timmy Turner
- Chloe

De Danny Phantom:
- Danny Phantom
- Sam Manson
- Tucker

De Las aventuras de Jimmy Neutrón: el niño genio:
- Jimmy Neutron
- Cindy Vortex
- Libby Folfax

De Avatar: La leyenda de Aang:
- Aang
- Toph
- Zuko
- Azula

De Tortugas Ninja (2012 TV series):
- Leonardo
- Michelangelo
- Raphael
- Donatello

De The Loud House:
- Lincoln Loud
- Luan Loud

De La Granja:
- Otis
- Pip

De Monster High (2022 TV series):
- Clawdeen Wolf
- Frankie Stein

## Armamento
- Flash Aturdible: arma que sirve para dejar sin ver por un determinado tiempo a los corredores.
- Cocos: son 3 cocos a lanzar (solo se pueden lanzar de frente) aturden al enemigo.
- Bote de Basura: deja al oponente sin ver por un tiempo, el artefacto una vez cogido lo tiene en la cabeza sin poder quitarlo.
- Arena: deja al oponente con mareo por un tiempo.
- Tronco Destructor: una vez activado (por quien lo obtiene por medio del regalo), se le pone un signo de interrogación a todos los oponentes por unos segundos, después cae encima del oponente y deja aturdido a todos los oponentes que les toco.
- Escudo: sirve para proteger de todo tipo de ataque, el oponente quien lo posee o lo activo si se toca puede aturdir al oponente quien se acercó.
- Burbuja: sirve para levantar al oponente hacia arriba por un tiempo determinado, una ventaja para alcanzar lugar.
- Medusa: sirve para lanzarlo al oponente del primer lugar, dándole un shock eléctrico y aturdiéndolo por un tiempo.
- Bombas de Arena: son 3 bombas a lanzar, sirve para lanzarlos al oponente sin darle paso, una vez que son lanzados al oponente los deja aturdidos quienes pasaron por el área donde se lanzaron.
- Caja de Arena: sirve para descomponer por un periodo el motor del carro dejándolo conducir a una velocidad lenta al oponente.
- Baston de Humo: sirve para dar una arma extra, una vez activado se activa un humo especial alrededor del conductor por unos segundos y se da una arma al azar.
- Mucosa Verde: sirve para detener al oponente por un tiempo (como tipo pegamento) sin dejarlo salir del mismo.

### Mejoras
- Rampas de Velocidad: sirven para dar más potencia al corredor.
- Núcleos de Velocidad Nitro: sirven para dar potencia al nitro (solo para 10 slots).